# 対診
対診（たいしん）とは、疾病等で保険医療機関に入院中の患者について、標榜していない診療科目医師による診療が必要と判断されるとき、担当医師の依頼により、別の医療機関から入院先に出向いて保険診療を行うこと。対診診療。

## 解説
入院中の患者が別の疾病について他科医師の診察を受ける必要がしばしば生じる。その保険医療機関に専門の医師がいないとき、他保険医療機関の医師の応援を仰ぐことになるが、これを対診と呼んでいる。一方、医師法では無診察診療が禁止されているので、患者医療機関に専門の医師が出向いて診察を行うことになる。患者にとっては保険医療機関に掛っており、対診行為についても保険で支払うことができるようになっている。対診行為は保険医によって行われる。
麻酔科開業医による出張麻酔は対診医療と認められたとの記事がある。
- 遠隔画像診断、遠隔術中迅速病理診断などが対診行為にあたるかどうか議論になる。全科を標榜しない医療機関にとって、対診によって医療機能を補完するという意味が考えられ、患者にとっては保険医療での公正性・平等性が確保されるということになる。

入院中の患者が他医療機関を受診する場合も対診と呼ばれていることもあるが、これは患者が医療機関に出向くので他医療機関への受診、または転医である。